# Hololepta feae
Hololepta feae är en skalbaggsart som beskrevs av Lewis 1892. Hololepta feae ingår i släktet Hololepta och familjen stumpbaggar. Inga underarter finns listade i Catalogue of Life.